# Беганьский, Владислав
Владислав Беганьский (пол. Władysław Biegański) (28 апреля 1857 года, Грабув-над-Просной — 29 января 1917 года, Ченстохова) — польский врач, доктор медицины, логик, философ, общественный деятель, гуманист. Занимался почти всеми областями медицины, в частности инфекционными заболеваниями, диагностикой болезней и медицинской логикой.

## Биография
В 1870—1875 годы учился в гимназии в Петркуве Трыбунальском (ныне I Лицей им. Болеслава Храброго), а жил в соседнем Януве. Сразу после окончания школы стал учиться медицине в Императорском Варшавском Университете, который окончил в 1880 году. На пятом году обучения написал работу на конкурс, организованный факультетом Философии «Сравненительное изучение идей Локка и Лейбница», получившую отличие.
После практик — в основном акушерских в Берлине и в Праге — в 1883 году, поселился в Ченстохове, где открыл частную практику. Был больничным и городским врачом, в 1884—1910 годы был линейным врачом на Варшаво-Венской железной дороге, а в 1887—1905 годы занимал должность заводского врача (на заводах «Motte» и «Częstochowianka»). Занимал должность директора городской больницы (до 1907 года), которую реорганизовал и превратил в престижный курортный лечебно-научный центр региона. В 1901—1917 годы занимал пост президента Ченстоховского Товарищества врачей (соучредителем которого был). Кроме того, был основателем и председателем Товарищества Благотворительности Христиан (1899—1901), инициатором (1906) и первым председателем ченстоховского отделения Польского Краеведческого Товарищества, а также популяризатором вопросов гигиены (в 1901 основал Гигиеническое Товарищество).
Положил начало городской библиотеки, носящей теперь его имя. В Ченстохове вёл научную работу вдалеке от польских академических центров, это привело к тому, что его называли «профессором без кафедры». Занимался также философией медицины и принадлежал к польской школы философии и медицины.
Умер от коронарной недостаточности. Похоронен на кладбище «Куле» в Ченстохове.

## Память
- Центральная площадь Ченстоховы, на которой расположена старая ратуша и костёл святого Иакова носит имя Беганьского.[4]
- Сохранился дом Беганьского на аллее Вольности, 16, где установлена мемориальная доска[5].
- Бюст Беганьскому установлен перед вокзалом Ченстохова особова[6].
- На аллее Пресвятой Девы Марии в Ченстохове есть мемориальная лавочка Беганьского[пол.][7].